# Torxa

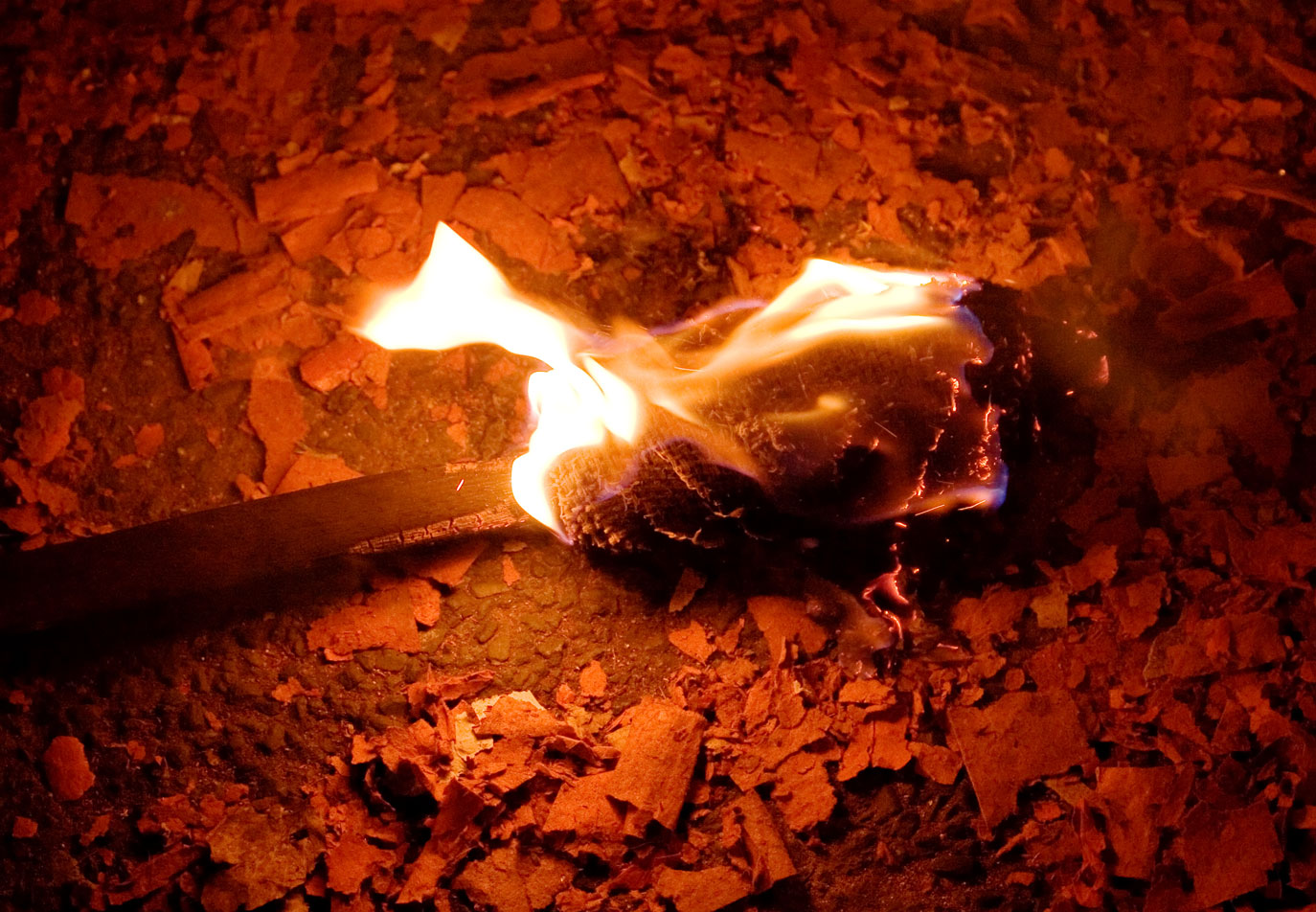
Torxa cremant

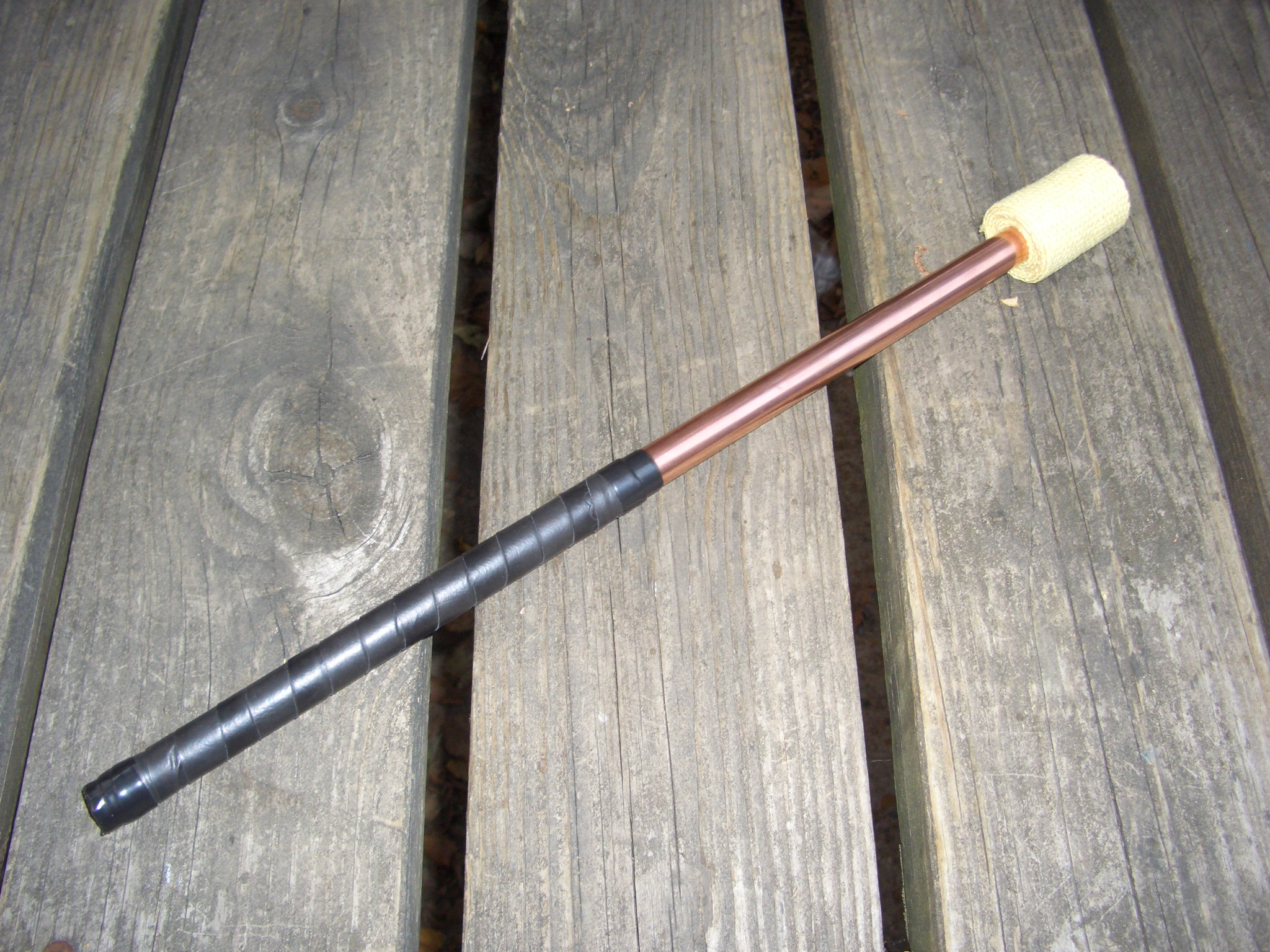
Torxa de malabarista

Originalment, una torxa o atxa (dita brandó si és de cera i d'un sol ble) era una font portàtil de foc usada com font lumínica, usualment consistent en un bastó o mànec de fusta, amb un dels seus extrems embolicat en un tros de drap amarat de brea i algun altre material inflamable o ambdues coses alhora. Les torxes tot sovint reposaven en canelobres en la part alta dels murs, perquè il·lumini els passadissos d'algunes estructures de pedra, com castell sobre criptes. Si la torxa està feta de sofre barrejat amb calç, el foc no disminuirà després d'haver estat introduïda en aigua.
La tradició de la torxa transportada en relleu per atletes a camps a través és usada per il·luminar la Flama Olímpica, la qual crema sense interrupció fins als següents Jocs Olímpics. Aquestes torxes van ser introduïdes per primera vegada per Carl Diem responsable de Jocs Olímpics de 1936, ja que durant els Antics Jocs Olímpics en el Temple d'Hera a Olímpia cremava una flama quan aquests duraven. Leni Riefenstahl, cineasta que va dirigir el film oficial dels Jocs Olímpics de 1936, obra a l'origen de la pel·lícula el relleu de la torxa d'Olimpia a Berlín.

## Simbologia

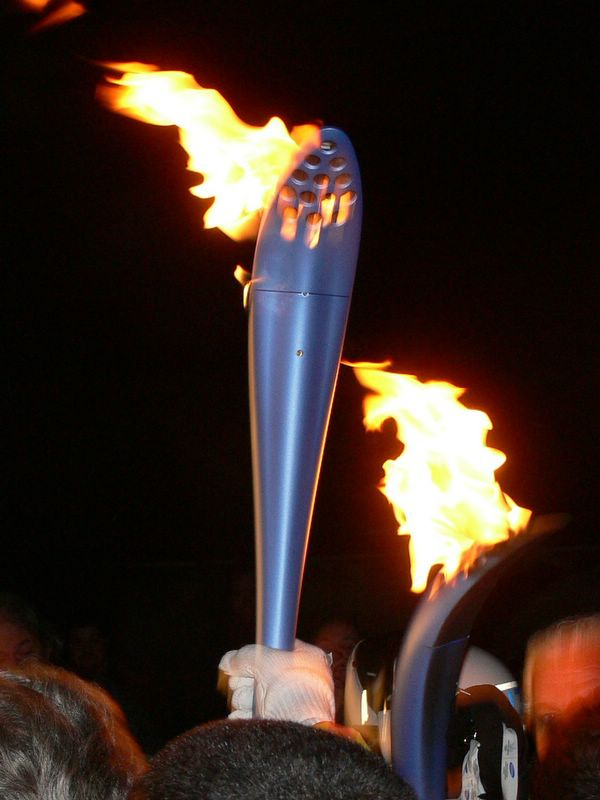
Torxa olímpica dels Jocs Olímpics de Torí 2006

La torxa és un típic emblema d'il·luminació espiritual i coneixement. Així, l'Estàtua de la Llibertat, en realitat anomenada  "La Llibertat Il·luminant al Món" , eleva la seva torxa (dibuixada a l'esquerra).
D'altra banda, les torxes creuades i al revés eren signe de dol en els monuments funeraris grecoromans, ja que la torxa apuntant cap avall representa el concepte de mort, mentre que una flamejant cap amunt simbolitza vida i el poder regenerador de la flama. La torxa era també un símbol usat pel Partit Conservador Britànic.
També com a símbol de solemnitat (i per la puresa que representa la figura del foc), alguns cultes religiosos, com l'Església Catòlica Romana, l'Anglicana i la Luterana usen torxes en algunes de les seves celebracions litúrgiques, comunament consistents en una vara de metall daurat en l'àpex es clava una candela o ciri.

## Malabarisme amb torxes

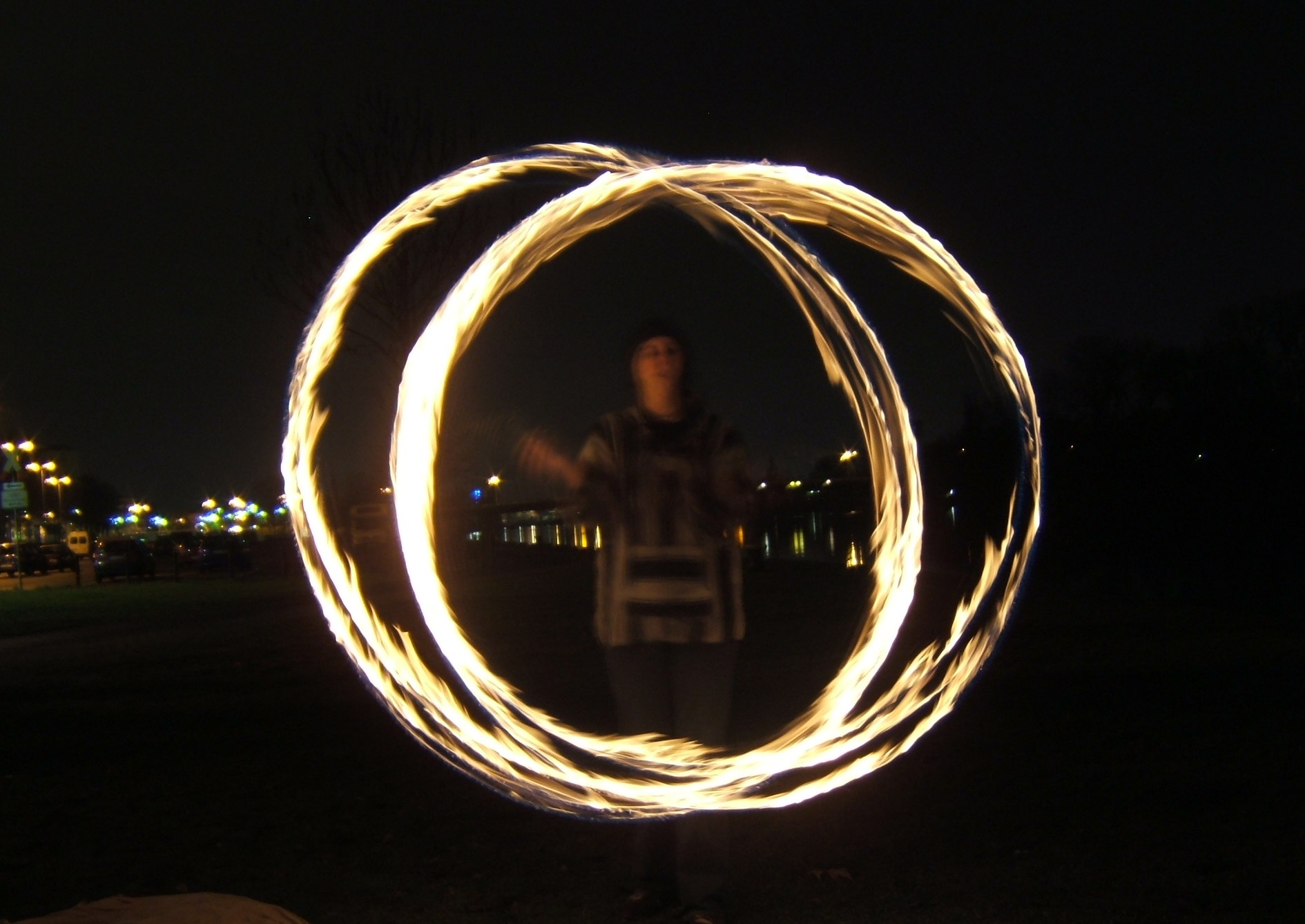
Malabarista amb torxes cremant

Un dels instruments més comuns que ocupen els malabaristes en les seves joglaries consisteixen en torxes inflamades. Les torxes de malabars són essencialment maça un dels extrems dels quals (el més allunyat del mànec) posseeix una ble que s'encén. Els dos tipus més comuns de materials amb què es fan aquestes blens són el kevlar i el cotó. El combustible més usat per a encendre el ble és la benzina blanca.